# 蒼白い街
『蒼白い街』 （あおじろいまち）は、pe'zmokuのミニアルバム。2008年10月8日にデフスターレコーズから発売された。前作『ギャロップ』より3ヶ月ぶりのリリース。

## 収録曲
（全編曲：pe'zmoku）
1. 蒼白い街 (3:43)
（作詞：suzumoku　作曲：Ohyama"B.M.W."Wataru,suzumoku）
2. それでもそれでもそれでも (4:22)
（作詞:suzumoku　作曲:ヒイズミマサユ機）
3. 帰り道 (3:43)
（作詞:ヒイズミマサユ機　作曲:Ohyama"B.M.W."Wataru）
4. Drum Thunder (5:35)
（作曲:Benny Golson）
ベニー・ゴルソンの楽曲のカバー。
5. 酒気帯び散歩(Re-constructed by pe'zmoku) (4:38)
（作詞・作曲:suzumoku）
suzumokuがソロで発表した楽曲をセルフカバー。iTunesにて先行配信された。

| スタブアイコン | サブスタブ | この項目は、まだ閲覧者の調べものの参照としては役立たない、アルバムに関連した書きかけの項目です。この項目を加筆・訂正などしてくださる協力者を求めています（P:音楽/PJ:アルバム）。 |